# Anna Janocha
Anna Janocha (ur. 31 lipca 1984 w Warszawie) – polska aktorka. W 2003 ukończyła Liceum Ogólnokształcące im. Krzysztofa Kamila Baczyńskiego w Warszawie. Studiowała prawo w Wyższej Szkole Handlu i Prawa im. Ryszarda Łazarskiego w Warszawie i pracowała w firmie prawniczej, zajmując się tłumaczeniem z języka polskiego na angielski. W 1997 roku zadebiutowała gościnnie na planie serialu "Klan". Popularność zyskała jako Julia Porębska w serialu "M jak miłość". Wystąpiła też m.in. jako Ilona w serialu "Pierwsza miłość".

## Filmografia
- 2003–2008: Klan – jako koleżanka Oli Lubicz
- 2006: Na dobre i na złe – jako Ania (odc. 258)
- 2006–2008: M jak miłość – jako Julia
- 2008: Na kocią łapę – jako młoda mama
- 2008–2009: Pierwsza miłość – jako Ilona Bartoszak
- 2009: Samo życie – jako Izabela
- 2010: Nowa – jako recepcjonistka w przychodni (odc. 4)
- 2011: Wiadomości z drugiej ręki – jako kandydatka na „pogodynkę” (odc. 27, 28)
- 2011: Plebania – jako charakteryzatorka (odc. 1664, 1665)